# Fleury-sur-Loire
Fleury-sur-Loire är en kommun i departementet Nièvre i regionen Bourgogne-Franche-Comté i de centrala delarna av Frankrike. Kommunen ligger i kantonen Decize som tillhör arrondissementet Nevers. År 2022 hade Fleury-sur-Loire 228 invånare.

## Befolkningsutveckling
Antalet invånare i kommunen Fleury-sur-Loire
| Referens: INSEE |